# Lennox Kilgour
Lennox Kilgour   (Saint James, 5 de maig de 1928 - 2004) fou un aixecador de Trinitat i Tobago que va competir durant la dècada de 1950.
El 1952 va prendre part en els Jocs Olímpics d'Estiu de Hèlsinki, on guanyà la medalla de bronze en la categoria del pes semipesant del programa d'halterofília. Quatre anys més tard, als Jocs de Melbourne, fou setè en la mateixa prova.
En el seu palmarès també destaquen una medalla de plata als Jocs Panamericans de 1951 i als Jocs de l'Imperi Britànic i de la Comunitat de 1954.